# Neoanathamna cerinus
Neoanathamna cerinus är en fjärilsart som beskrevs av Kawabe 1978. Neoanathamna cerinus ingår i släktet Neoanathamna och familjen vecklare. Inga underarter finns listade i Catalogue of Life.